# 加油啊！別消失了！！色素簿子小姐
《加油啊!別消失了!!色素薄子小姐》是日本漫畫家水月とーこ的作品。

## 概要
這部作品自2009年2月號開始在一迅社《Comic REX》上連載，是作者的商業誌出道作品。最初的一張插畫是同人誌掲載的作品，被REX的編者找出來使用。
同作品的廣播劇CD在2010年10月27日發售。

## 登場人物
※「聲：」為廣播劇CD的配音員。
色素薄子（聲：早見沙織）
本作的主人公。1990年3月21日出生。登場時是大学的新生，在1年後升為2年級生。
繪尾畫子（聲：寺本來可→茅野愛衣）
是薄子從小15年來的朋友。喜歡戴貝雷帽。
小泉雲子（聲：壽美菜子）
和薄子一樣是遠宮大学日本文学科。與薄子同樣由1年級生升為2年級生。
烏丸撫子（聲：花澤香菜）
薄子小1年的後輩。
色素濃造（聲：關智一）
薄子的哥哥。職業是日本文学専門的学者，就任遠宮大学的講師。
繪尾畫太（聲：岡本信彦）
畫子的弟弟。中学生。
甘咲薫（聲：大原沙耶香）
雲子的師姐。
桐谷優子

### 主要人物的家庭
色素家的爸爸
色素家的媽媽
繪尾家的爸爸
繪尾家的媽媽
烏丸佐月
烏丸勘之
雲子的祖父

### 遠宮大学
聲：興津和幸
巨大青蛙。
助手さん
本名不明。是遠宮大学・大学院的生命科学研究室。
遠野章

### 其他
幽霊花
在大学的研修旅行中,和同級生薄子、雲子巡遊京都的女性。

## 書誌情報

### 單行本
- 第1卷（2009年7月20日初版發行・7月9日發售） ISBN 978-4-7580-6156-8
卷末有ストライク平助的插畫。
- 第2卷（2009年12月20日初版發行・12月9日發售） ISBN 978-4-7580-6176-6
- 第3卷（2010年7月20日初版發行・7月9日發售） ISBN 978-4-7580-6198-8
- 第4卷（2010年11月5日初版發行・10月27日發售） ISBN 978-4-7580-6219-0

### 廣播劇CD
由Lantis在2010年10月27日發售。
加油啊!別消失了!!色素薄子小姐 廣播劇CD LASA-5059-60

## 外部連結
- ランティス公式内的作品紹介（页面存档备份，存于）